# P.A. Works
K.K. P.A. Works (jap. 株式会社ピーエーワークス, Kabushiki-gaisha Pī Ē Wākusu, engl. P.A. Works Corporation, kurz für Progressive Animation Works) ist ein japanisches Animationsstudio. Es hat seinen Hauptsitz in Nanto, Präfektur Toyama, Japan.

## Geschichte

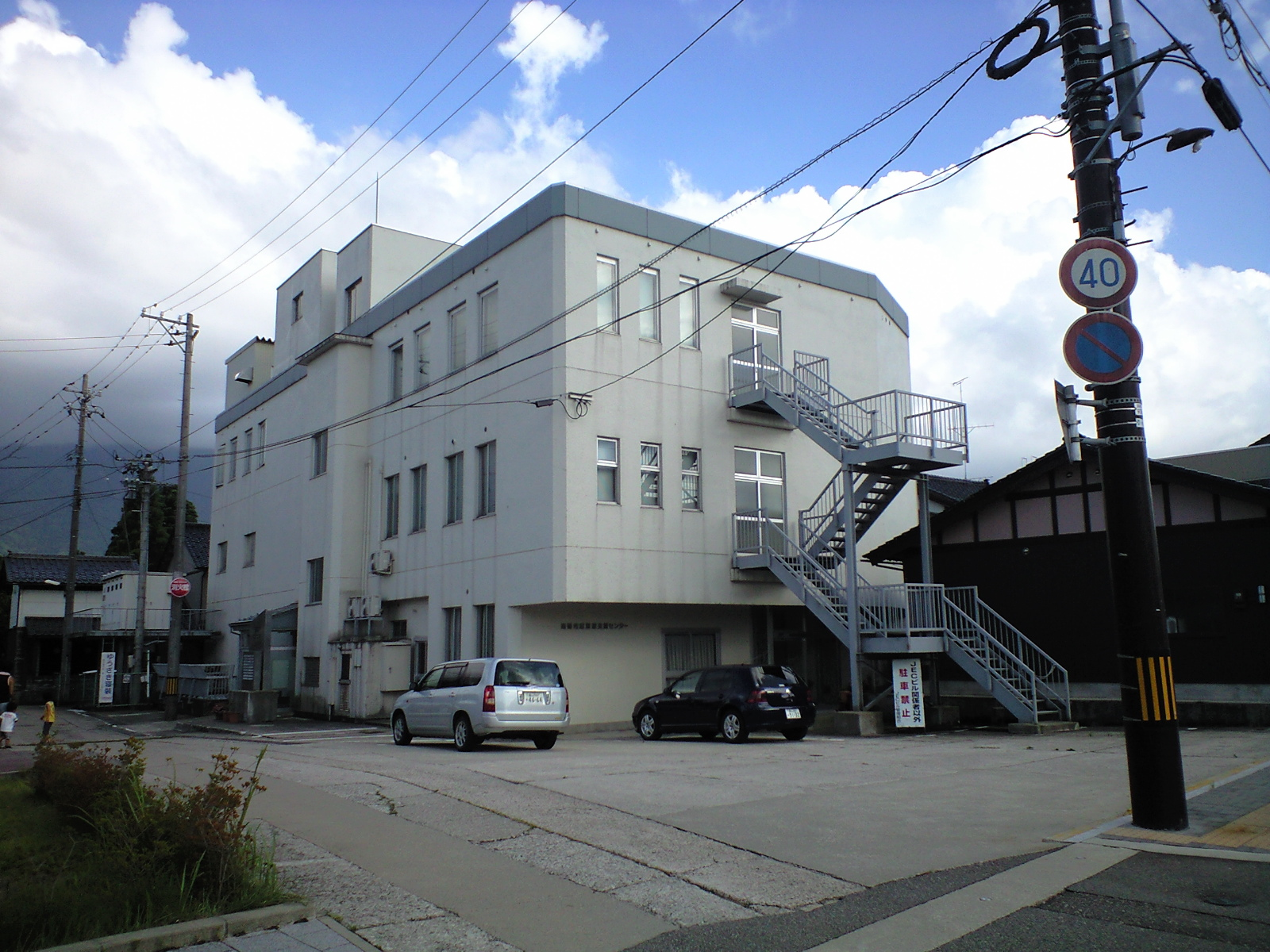
JEC (Johana Entrepreneur Center), das Gebäude in dem P.A. Works seit Juli 2008 residiert

Das Studio wurde am 10. November 2000 von Kenji Horikawa, einem ehemaligen Mitarbeiter von Production I.G und Bee Train, unter dem Namen Etchū Dōga Hompo K.K. (越中動画本舗株式会社) gegründet. Am 1. Januar 2002 wurde das Studio zu P.A. Works umbenannt. Seitdem war es immer wieder an Produktionen erstgenannter Studios als Auftragsnehmer beteiligt und steuerte Animationen zu Computerspielen bei. Erst im Januar 2008 produzierte das Studio seine erste eigenständige Serie true tears. Seitdem produzierte es erfolgreiche Serien wie etwa Canaan (2009) oder Angel Beats! (2010).

## Produktionen

### Fernsehserien
- 2008: true tears
- 2009: Canaan
- 2010: Angel Beats!
- 2011: Hanasaku Iroha
- 2012: Another
- 2012: Tari Tari
- 2013: Nagi no Asukara
- 2013: RDG: Red Data Girl
- 2013: Uchōten Kazoku
- 2014: Glasslip
- 2014: Shirobako
- 2015: Charlotte
- 2016: Haruchika – Haruta to Chika wa Seishun Suru
- 2016: Kuromukuro
- 2018: Iroduku: The World in Colors

### Weitere Anime-Produktionen
- 2009: Professor Layton und die ewige Diva (Film)
- 2013: Hanasaku Iroha: Home Sweet Home (Film)
- 2018: Maquia – Eine unsterbliche Liebesgeschichte (Film)

### Computerspiel-Animationen
- 15. Februar 2007: Professor Layton und das geheimnisvolle Dorf (Nintendo DS)[1]
- 29. November 2007: Professor Layton und die Schatulle der Pandora (Nintendo DS)[1]
- 27. November 2008: Professor Layton und die verlorene Zukunft (Nintendo DS)[1]
- 26. November 2009: Professor Layton und der Ruf des Phantoms (Nintendo DS)[1]